# Angle de dérive

Angle de dérive

L'angle de dérive désigne l'écart entre le cap suivi par un mobile et le cap initialement fixé,.
C'est un terme utilisé :
- en navigation aérienne, mécanique du vol
- en navigation maritime
- en dynamique du roulement où il désigne l'angle entre la trajectoire d'une roue et son plan de rotation.